# Blocus de la Vilaine
Vous lisez un « bon article » labellisé en 2016.
Guerre de Sept Ans
Le blocus de la Vilaine est une opération militaire navale résultant de la bataille des Cardinaux, ayant opposé les flottes française et britannique, pendant la guerre de Sept Ans, au large de la Bretagne. La bataille navale initiale a lieu le 20 novembre 1759 dans un triangle formé par les îles d'Hœdic et Dumet et la pointe du Croisic. Au soir de la bataille, onze navires français se réfugient dans l'estuaire de la Vilaine, à hauteur de Damgan, Billiers et Pénestin, puis plus à l'intérieur des terres — Arzal, Camoël — pour échapper aux attaques ennemies. Durant plus de deux ans, dans un contexte d'intrigues politiques entre les officiers nobles, fidèles à l'amiral de Conflans, grand perdant de la bataille des Cardinaux et tenant de la destruction des navires encalminés, et le duc d'Aiguillon, partisan de la sortie progressive des bateaux, sept mille hommes d'équipage s'établissent dans l'embouchure de la Vilaine et sur le port de La Roche-Bernard. Malgré les contraintes financières imposées par le Trésor royal, la présence de la petite flotte et de ses équipages engendre un flux économique local.
Le blocus, imposé par l'escadre de l’amiral Hawke, et pour la partie du golfe du Morbihan par l'unité du commodore Robert Duff, s’achève le 25 avril 1762, lorsque les derniers navires français peuvent s’échapper pour rejoindre Brest ou Rochefort.
À part l'Inflexible, endommagé lors d'une tempête puis démembré, tous les navires parviennent à quitter l'estuaire, deux par deux, à partir du 6 janvier 1761.

## Histoire
- 1 : mouillage de Tréhiguier
- 2 : mouillage de Vieille-Roche

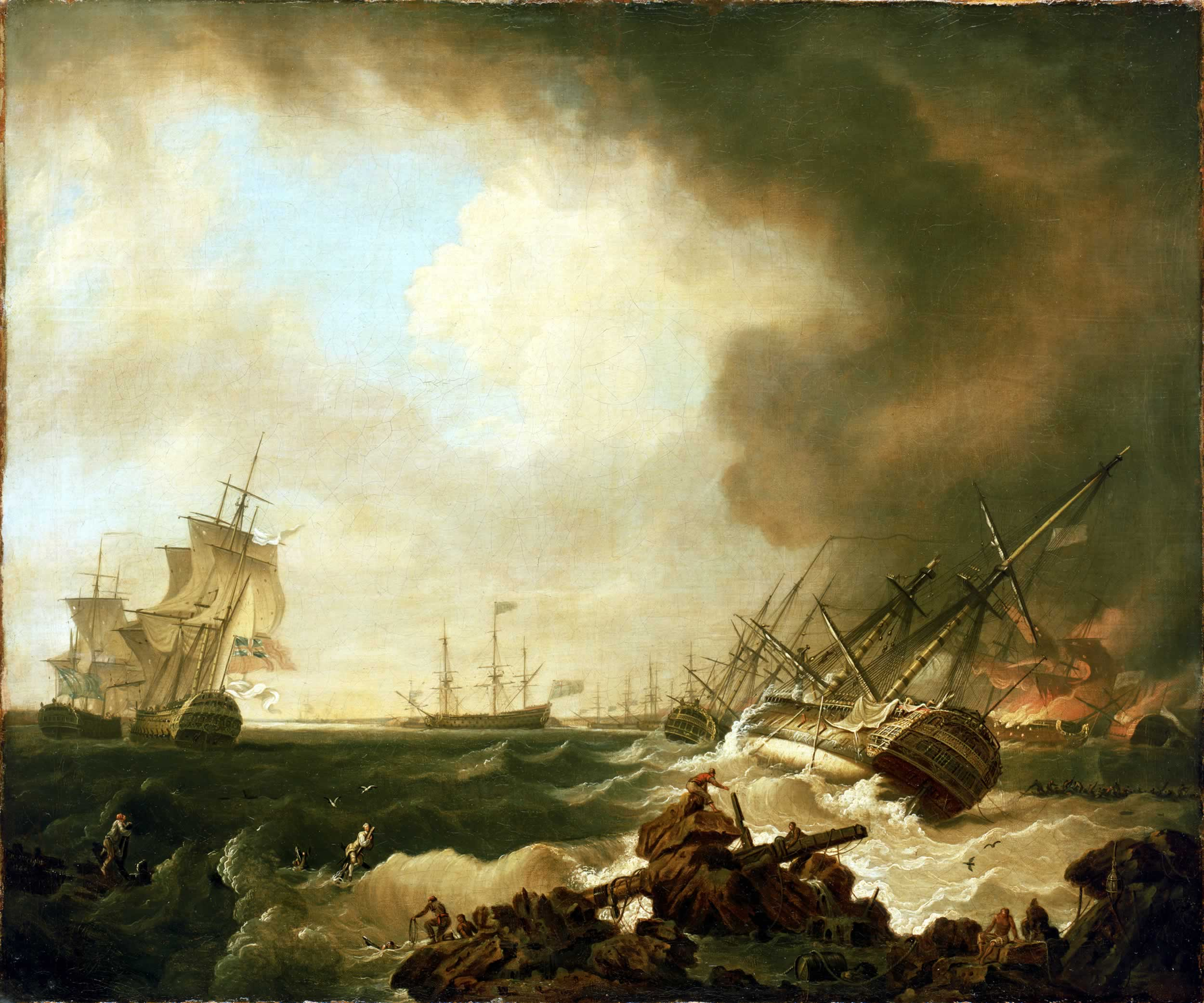
La bataille des Cardinaux, huile sur toile de Richard Wright.

Plan de la bataille des Cardinaux, avec la dislocation de l’escadre française et la fuite d'une partie des vaisseaux vers la Vilaine.

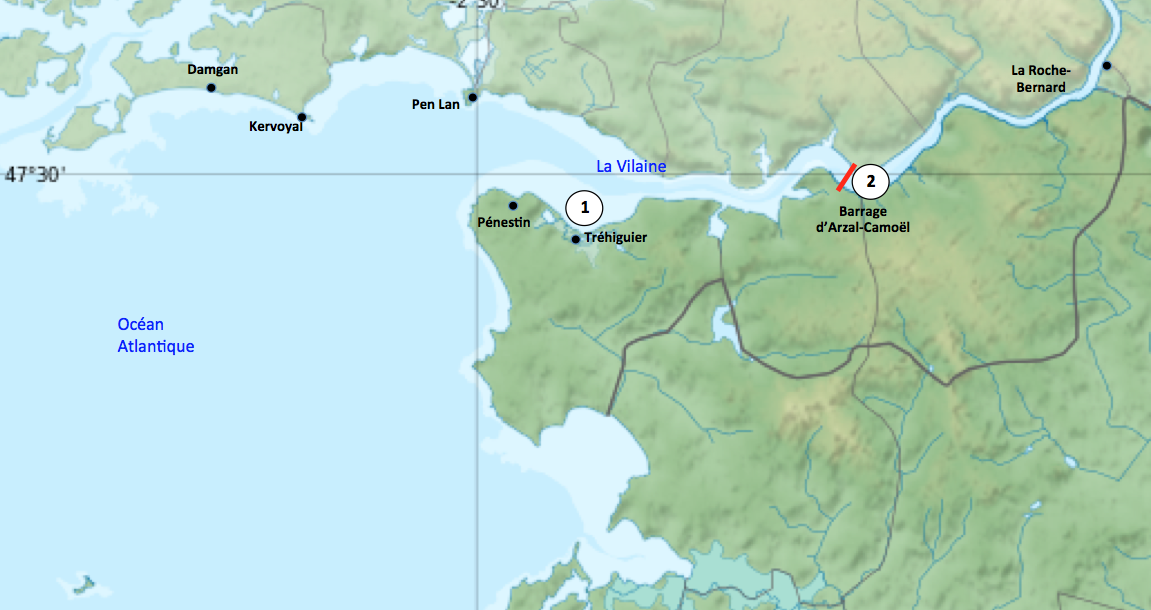
Mouillages successifs de la flotte française dans l’embouchure de la Vilaine durant le blocus.

Le 20 novembre 1759, la bataille des Cardinaux s'achève sur une débâcle de la Marine française face aux Anglais ; la bataille s'est déroulée entre Le Croisic, l'île Dumet et l'île d'Hœdic. Au soir de la bataille, sept vaisseaux — le Glorieux, le Robuste, l’Inflexible, le Dragon, l’Éveillé, le Brillant et le Sphinx —, accompagnés de deux frégates — la Vestale et l’Aigrette — et de deux corvettes — la Calypso et le Prince Noir — se présentent devant l’entrée de la Vilaine. En raison du manque de visibilité, le Glorieux et l'Éveillé se sont envasés.
Pour prévenir l’attaque de l’escadre de Hawke qui est à leur poursuite, Emmanuel-Armand de Vignerot du Plessis, duc d’Aiguillon et le commandant du Glorieux, René Villars de la Brosse-Raquin, organisent la défense de l’entrée de la Vilaine ; des canons des navires échoués sont installés dans les corps de garde de Kervoyal, Pen Lan et Pénestin, ce qui allège d’autant les bateaux envasés,. Guidés par des pilotes locaux et bénéficiant enfin d’un vent favorable ainsi que de la marée montante, les capitaines choisissent un premier mouillage, au port de Tréhiguier — village faisant partie de la trève de Pénestin, où un phare sera construit en 1881 ; la flotte reste cependant en vue des Anglais qui préparent des brûlots — il s'agit de chaloupes enflammées — et les navires s’enfoncent un peu plus dans l’estuaire jusqu’à Vieille-Roche — lieu-dit d’Arzal, ancien passage par bac, qui accueille depuis 1970 le barrage d’Arzal-Camoël —, après s'être défaits des canons, des boulets et des chaînes qui les alourdissent.
Si les dommages de l’Inflexible et de l’Éveillé, qui ont touché des hauts-fonds en pénétrant dans l’estuaire, sont sans conséquence, le Glorieux déplore une voie d’eau et l'Inflexible a perdu ses mâts de misaine et de beaupré. Les forces terrestres sont alors mobilisées pour prêter main-forte à l’escadre ; le roi Louis XV détache à cet effet un officier au port de Vieille-Roche, Beaussier de Châteauvert ; le château de Broël, en Arzal, ouvre ses portes à un hôpital de campagne.
Louis XV, une fois les navires à l’abri, fait part de son mécontentement et définit deux priorités. Il intime ainsi à Villars de la Brosse-Raquin de renvoyer dès que possible les navires à Brest.

« […] sa Majesté ne conçoit pas comment vous avez pu prendre le parti de chercher une semblable relâche que sa Majesté, relativement à toutes les circonstances, ne peut regarder que très défavorablement. Elle vous charge d’examiner avec soin quels peuvent être les moyens à mettre en place pour que les vaisseaux puissent reprendre la mer et gagner Brest, sinon ensemble, ce qui souffrira sans doute beaucoup de difficultés, du moins l’un après l’autre, si cela est praticable […]. »

— Lettre du ministre de la Marine Berryer à Villars de La Brosse, 12 décembre 1759.

La seconde priorité est de réduire les coûts nécessaires à l'entretien des navires et de leurs équipages au plus juste, durant l'encalminage de la flotte. 

« […] vous ferez en sorte d'éviter des dépenses qui seraient fort à charge dans un temps où les fonds sont très rares […] ce n'est pas que je ne conçoive que votre position est très embarrassante et des plus fâcheuses, mais à qui la faute peut-elle en être attribuée ? Il ne faut pas ajouter à un très grand mal le mal de dépenses inutiles […]. »

— Lettre du ministre de la Marine Berryer à Villars de La Brosse, 1er décembre 1759.
Loin de s'améliorer, la situation se complique encore lorsque le 1er janvier 1760, l'Inflexible s'échoue « crevé sur une roche », poussé par la tempête. Il faut alors le démembrer pour sauver ce qui peut l'être, entraînant ainsi des frais supplémentaires.
Il faut plus de deux ans et demi d'effort aux deux officiers nommés par le duc d'Aiguillon, Charles-Henri-Louis d'Arsac de Ternay et Charles Jean d'Hector, pour sortir les navires de la Vilaine.
Les conditions d'une possible évasion sont âprement discutées entre d'Aiguillon et Villars de la Brosse.
Les navires de l'escadre anglaise croisent toujours dans la baie de Quiberon, bloquant tout mouvement de la flotte française présente dans cette zone.

« […] nous les tenons sous la clef et il faut nous couper le col si nous les laissons sortir […] »

— Richard Howe, Admiral of the fleet, au duc d'Aiguillon.
Pour pouvoir passer, il faut réunir des conditions météorologiques exceptionnelles : une nuit noire, une mer pleine commençant à descendre lors d'une marée de vives-eaux, accompagnée d'un vent d'est assez fort qui puisse pousser les navires vers le large.
Dans la nuit du 24 au 25 mai 1760, le Prince Noir parvient à tromper la vigilance anglaise et à s'échapper. Il gagne ensuite les Antilles.
Trois opérations sont menées pour tromper le blocus anglais et débloquer les sept vaisseaux et la frégate coincés dans la Vilaine. Dans la nuit du 6 au 7 janvier 1761, par une forte brume, puis au milieu d'un violent orage, le Dragon et le Brillant, sous le commandement de Ternay et d'Hector, puis la Vestale, l’Aigrette et la Calypso réussissent à rejoindre Brest ou Rochefort ; la frégate la Vestale est reprise le 9 janvier par le HMS Unicorn,, alors que l’Aigrette remporte son affrontement contre le Seahorse. Le 28 novembre 1761, c'est au tour du Robuste et de l’Éveillé de s'échapper ; enfin le 25 avril 1762, les deux derniers vaisseaux, le Glorieux et le Sphinx, sortent de l'estuaire. L'épave de l'Inflexible est aujourd'hui recouverte par les eaux du barrage d'Arzal.

## Les forces en présence

### Les navires
| Nom | Rang              | Année construction | Commandement                              | Canons | Hommes | Commentaires |
| --- | ----------------- | ------------------ | ----------------------------------------- | ------ | ------ | --- |
| Le Robuste | Vaisseau de ligne | 1758               | Fragnier de Vienne                        | 74     | 650    | S'échappe de l'estuaire de la Vilaine le 28 novembre 1761                                                       |
| Le Glorieux | Vaisseau de ligne | 1756               | Villars de la Brosse                      | 74     | 650    | S'échappe de l'estuaire de la Vilaine le 25 avril 1762                                                          |
| Le Dragon | Vaisseau de ligne | 1745               | Vassor de la Touche                       | 64     | 450    | S'échappe de l'estuaire de la Vilaine dans la nuit du 6 au 7 janvier 1761                                       |
| L‘Éveillé | Vaisseau de ligne | 1752               | La Prévalais de La Roche                  | 64     | 450    | S'échappe de l'estuaire de la Vilaine le 28 novembre 1761                                                       |
| Le Brillant | Vaisseau de ligne | 1757               | Kérémar de Boischâteau                    | 64     | 450    | S'échappe de l'estuaire de la Vilaine dans la nuit du 6 au 7 janvier 1761                                       |
| Le Sphinx | Vaisseau de ligne | 1755               | De Gouyon, chevalier de Coutance La Selle | 64     | 450    | S'échappe de l'estuaire de la Vilaine le 25 avril 1762                                                          |
| L‘Inflexible | Vaisseau de ligne | 1755               | Tancrède, chevalier de Caumont            | 64     | 450    | Jeté à la côte le 1er janvier 1760 par la tempête, puis démembré                                                |
| La Vestale | Frégate           | 1757               | de Montfiquet                             | 36     | 220    | S'échappe de l'estuaire de la Vilaine dans la nuit du 6 au 7 janvier 1761, reprise par les Anglais le 9 janvier |
| L'Aigrette | Frégate           | 1756               | de Longueville                            | 34     |        | S'échappe de l'estuaire de la Vilaine dans la nuit du 6 au 7 janvier 1761                                       |
| La Calypso | Corvette          | 1756               | Paul Alexandre du Bois-Berthelot          | 16     |        | S'échappe de l'estuaire de la Vilaine dans la nuit du 6 au 7 janvier 1761                                       |
| Le Prince Noir | Corvette          | 1759               | Pierre-Joseph Kergariou de Roscouet       | 6      |        | S'échappe de l'estuaire de la Vilaine dans la nuit du 24 au 25 mai 1760                                         |
| Source des commandements : Guy Le Moing, Les Cahiers du Pays de Guérande, 2011, Pierre de La Condamine, Le combat des Cardinaux et Georges Lacour-Gayet, La Marine militaire sous le règne de Louis XV, appendice X, 1910 |                   |                    |                                           |        |        | |

Les vaisseaux de ligne sont classés par rang, selon leur puissance de feu. Les navires les plus puissants bloqués dans l'estuaire de la Vilaine sont de troisième rang : cette dénomination regroupe les navires de 74 canons, à deux ponts, équipés de quatorze 36 livres et quinze 18 livres et les vaisseaux de 64 canons, armés avec treize 24 livres et quatorze 12 livres. Les navires en dessous de 64 canons ne sont plus considérés comme étant suffisamment armés, ni suffisamment robustes pour tenir place dans une ligne de bataille. C'est le cas des 50 canons.
Du côté anglais, le blocus du golfe du Morbihan est maintenu et deux frégates — les HMS Unicorn et HMS Seahorse — croisent devant la Vilaine, alors que cinq vaisseaux rôdent entre l’île Dumet et Pénerf, village de Damgan, sous les ordres du commodore Robert Duff.
| Nom        | Année construction | Commandement         | Canons | Hommes | Commentaires |
| ---------- | ------------------ | -------------------- | ------ | ------ | --- |
| Rochester  | 1749               | Robert Duff          | 50     | 350    | |
| Portland   | 1744               | Marriot Arbuthnot    | 50     | 350    | |
| Falkland   | 1744               | Francis Samuel Drake | 50     | 350    | |
| Chatham    | 1758               | John Lockhart-Ross   | 50     | 350    | |
| Belliqueux | 1756               | Thomas Saumarez      | 64     | 500    | Ne participe pas à la bataille des Cardinaux ; navire français capturé le 8 novembre 1758 par l'Antelope, commandée par T. Saumarez,. |

### Les officiers

#### Côté français
En dehors de Louis XV et de son ministre Berryer qui possèdent une vue d’ensemble du conflit de la guerre de Sept Ans et de ses conséquences, le blocus de la Vilaine est marqué par l’affrontement de deux personnalités fortes et de leurs partisans, Emmanuel-Armand de Vignerot du Plessis-Richelieu, duc d’Aiguillon, et Villars de La Brosse, commandant d’extraction noble du Glorieux. Alors que le duc d’Aiguillon préconise une sortie de l’embouchure de la Vilaine en catimini plutôt qu’un désarmement des vaisseaux qu'il juge trop onéreux, au regard des recommandations d’économies reçues, Villars de la Brosse considère la flotte comme perdue et soutient auprès de Berryer le désarmement complet de celle-ci.
S’ensuit alors une cabale organisée par d’Aiguillon pour contrer les « rouges » — surnom des officiers nobles de la Marine — et les remplacer par des officiers gagnés à sa cause, tout en s’assurant que ces derniers seront acceptés par les équipages.
D’Aiguillon convainc Berryer de demander à Louis XV d’ordonner le désarmement complet de la flotte bloquée, en accord avec les recommandations des « rouges ». Il demande également de conserver la troupe nécessaire à la garde des navires et aux batteries terrestres qui ont été installées. En parallèle, il prévoit d’ordonner la sortie de deux vaisseaux de la Vilaine, à peine donné l’ordre de désarmement, afin de profiter du moment de flottement engendré par l’ordre ; les officiers recommandés — connus d’Aiguillon uniquement lors de sa proposition à Berryer — sont les chevaliers de Ternay, de l'Inflexible, et d’Hector, aide-major de la Marine à Brest. Le stratagème prévoit la mise en congé de Ternay — pour le dégager de son commandement en cours — et la rédaction d’un faux par Berryer demandant la mise à disposition de d’Hector.
En parallèle, l’amiral Hubert de Brienne de Conflans soutient Villars à Versailles — il l’a d’ailleurs nommé à la tête de la petite escadre, parce qu’il est « le plus ancien capitaine […] dont les talents et mérites sont connus » —, mais il est victime des condamnations qui concernent la désastreuse issue de la bataille des Cardinaux et Villars est finalement arrêté et mis aux arrêts au château de Saumur. D’Aiguillon a désormais le champ libre pour son projet d’exfiltration.

Les protagonistes français (sélection).
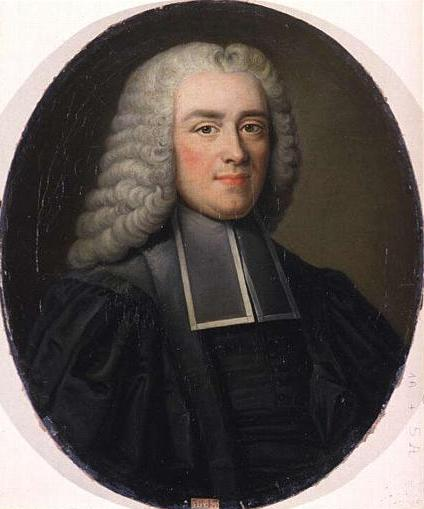
Le ministre Berryer.
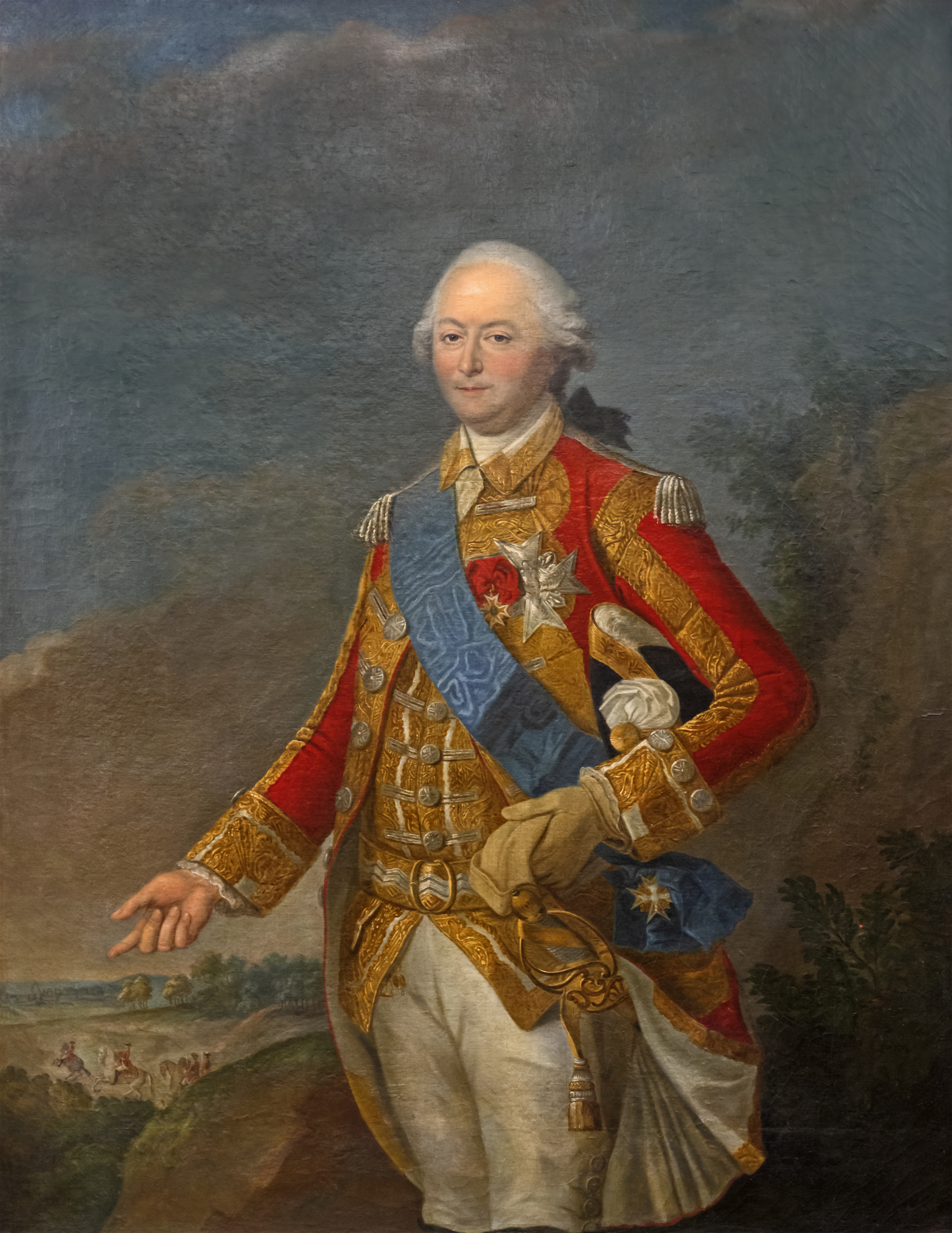
Le duc d'Aiguillon.
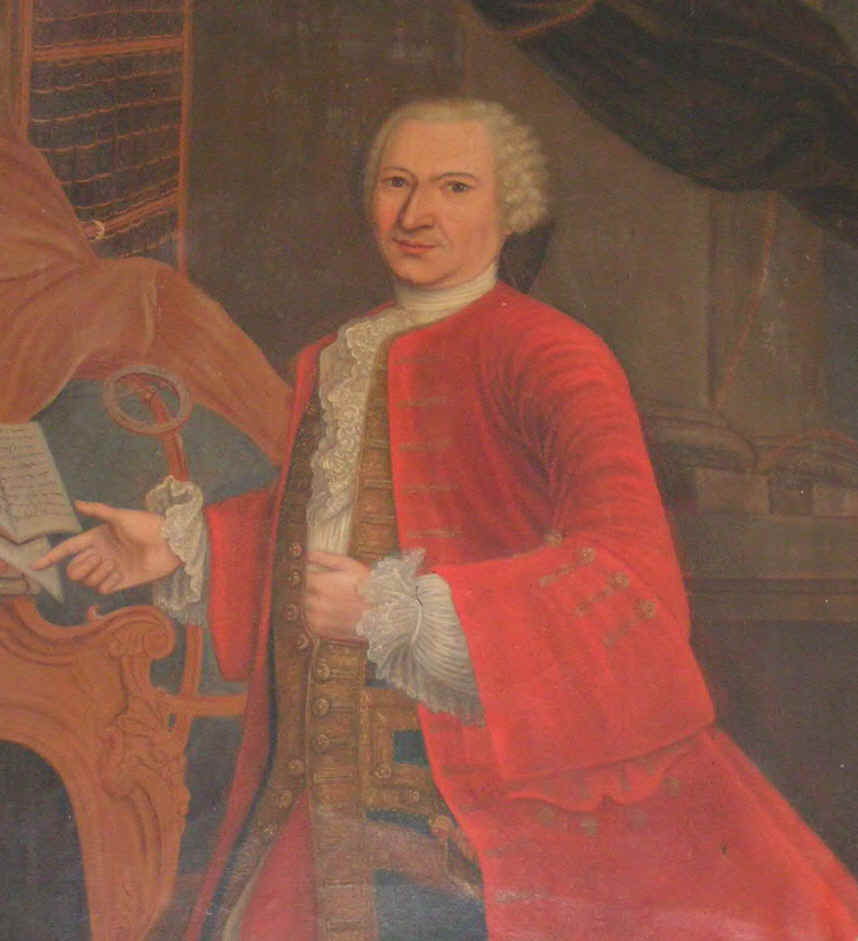
Charles de Ternay.
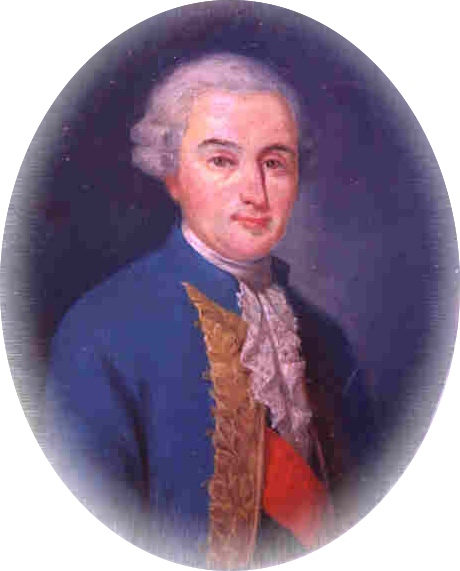
Charles Jean d'Hector.

#### Côté britannique
Robert Duff commande en tant que commodore la division légère de l'amiral Hawke et patrouille dans la baie de Quiberon. À l'aube de la bataille des Cardinaux, il commande le HMS Rochester ; à la tête d’une escadre de quatre navires de 50 canons et de quatre frégates, il entraîne à sa suite les vaisseaux de Conflans, avant que celui-ci ne se trouve face à l’escadre de Hawke. En récompense de ses faits d’arme durant cette bataille, il est promu au commandement du Foudroyant, vaisseau de 80 canons pris aux Français l'année précédente, et participe à son bord à la campagne de Rodney aux Antilles. Il participe à la guerre d'indépendance des États-Unis et atteint le grade d'Admiral.
Ce sont les vaisseaux sous son commandement qui assurent le blocus de l'estuaire de la Vilaine.
Marriot Arbuthnot est le capitaine du HMS Portland et Francis Samuel Drake, celui du HMS Falkland. Ils sont promus respectivement aux grades d'Admiral et de Rear admiral pour leurs actions durant la guerre d'indépendance des États-Unis.

Les antagonistes britanniques (sélection).
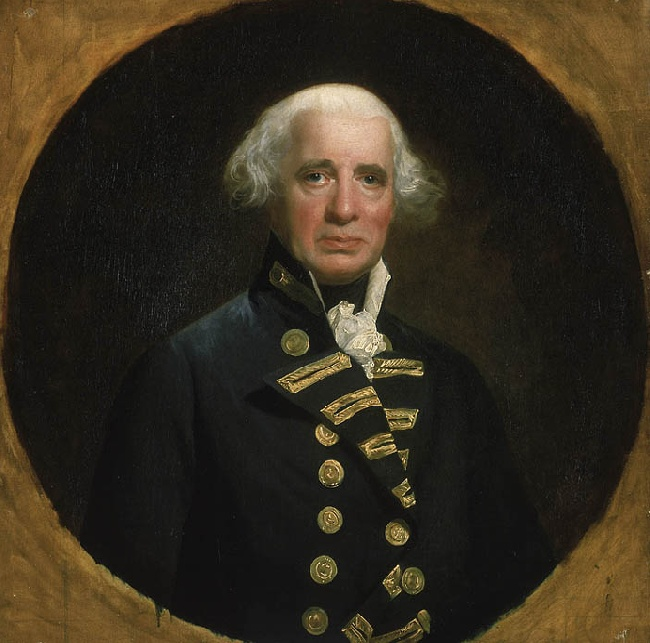
L'Admiral of the fleet Howe.
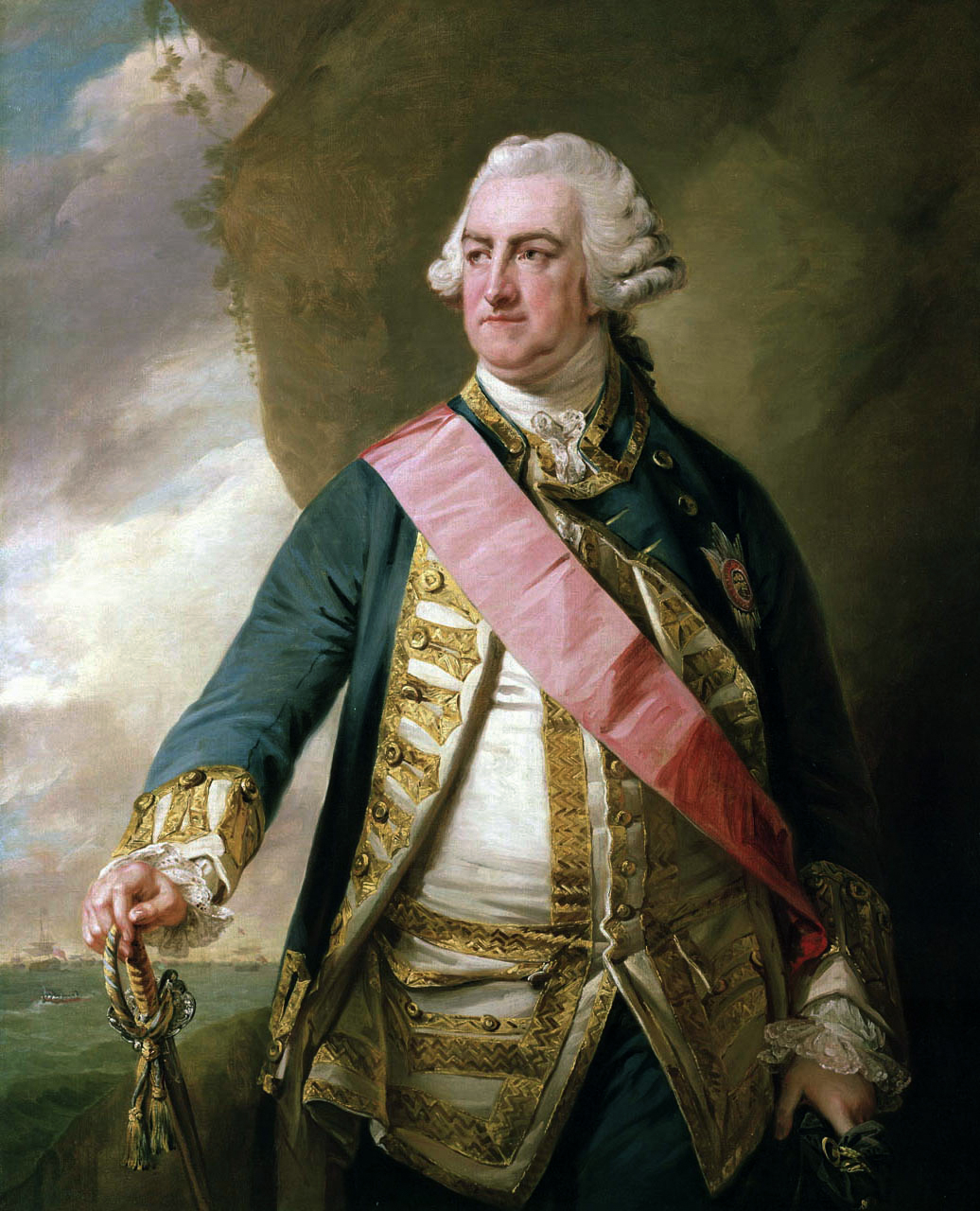
L'amiral Hawke.
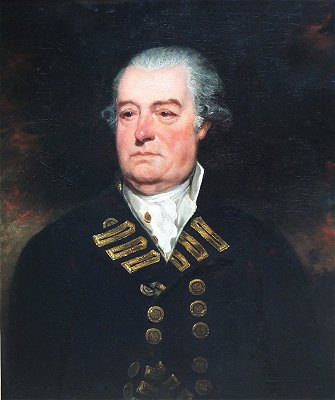
Marriot Arbuthnot.

## Les effets locaux du blocus

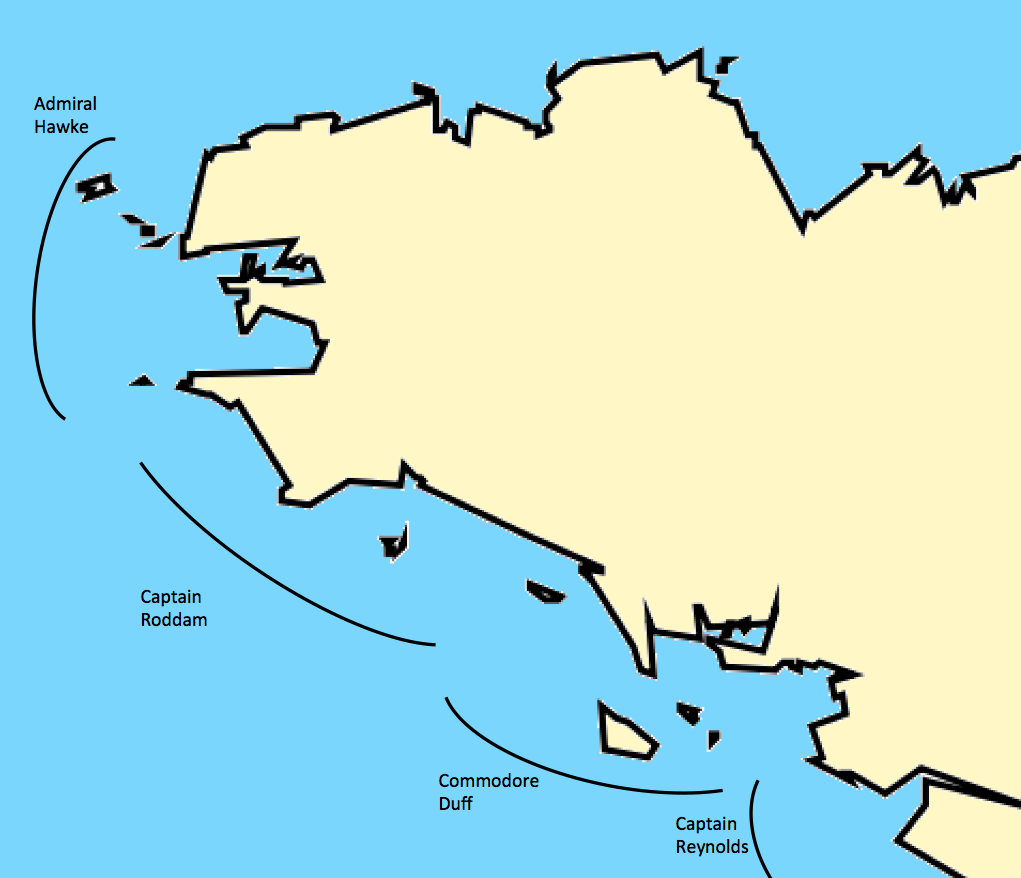
Dispositif du blocus naval de la Bretagne durant la guerre de Sept Ans.

La stratégie de la Royal Navy, commencée en 1755 et dont les effets culminent durant les années 1758 et 1759, est de couper la France de ses colonies — et de leurs revenus — et de la priver de son réservoir de marins, pour l’affaiblir économiquement. Méthodiquement, elle capture pêcheurs, caboteurs, navires coloniaux et autres corsaires.
Le blocus des côtes de Bretagne est sous la responsabilité de l’amiral Hawke depuis mai 1759. Il navigue au large d’Ouessant avec une vingtaine de vaisseaux. Le blocus ne se limite pas à Brest et à son port, trois autres divisions assurent un maillage serré au sud de la pointe du Raz.
Durant le blocus de la Vilaine, plus de sept mille hommes d'équipage français passent plus de deux années à bord de leurs vaisseaux, justifiant la création d'un « bureau d'officier de port au service des vaisseaux du roi » sur les quais de La Roche-Bernard et surtout, le développement d'une activité commerciale locale suffisante pour nourrir les équipages.

« […] L'escadre mouillée en rade de Vieille-Roche, à deux lieues de la Roche-Bernard, occasionnait un mouvement inusité dans le pays. Cela favorisait le commerce. Vieille-Roche était reliée à la Roche-Bernard par un service de bateaux. […] d'importants marchés étaient passés pour subvenir aux besoins de l'escadre de la Vilaine .[…] À la date du 7 février 1760 un marché conclu entre les différents bouchers de la Roche-Bernard pour l'approvisionnement en viande fraîche des troupes de la marine à Vieille-Roche […] »

— Vicomte Oton du Hautais, Aux environs de la Roche-Bernard, 1894.

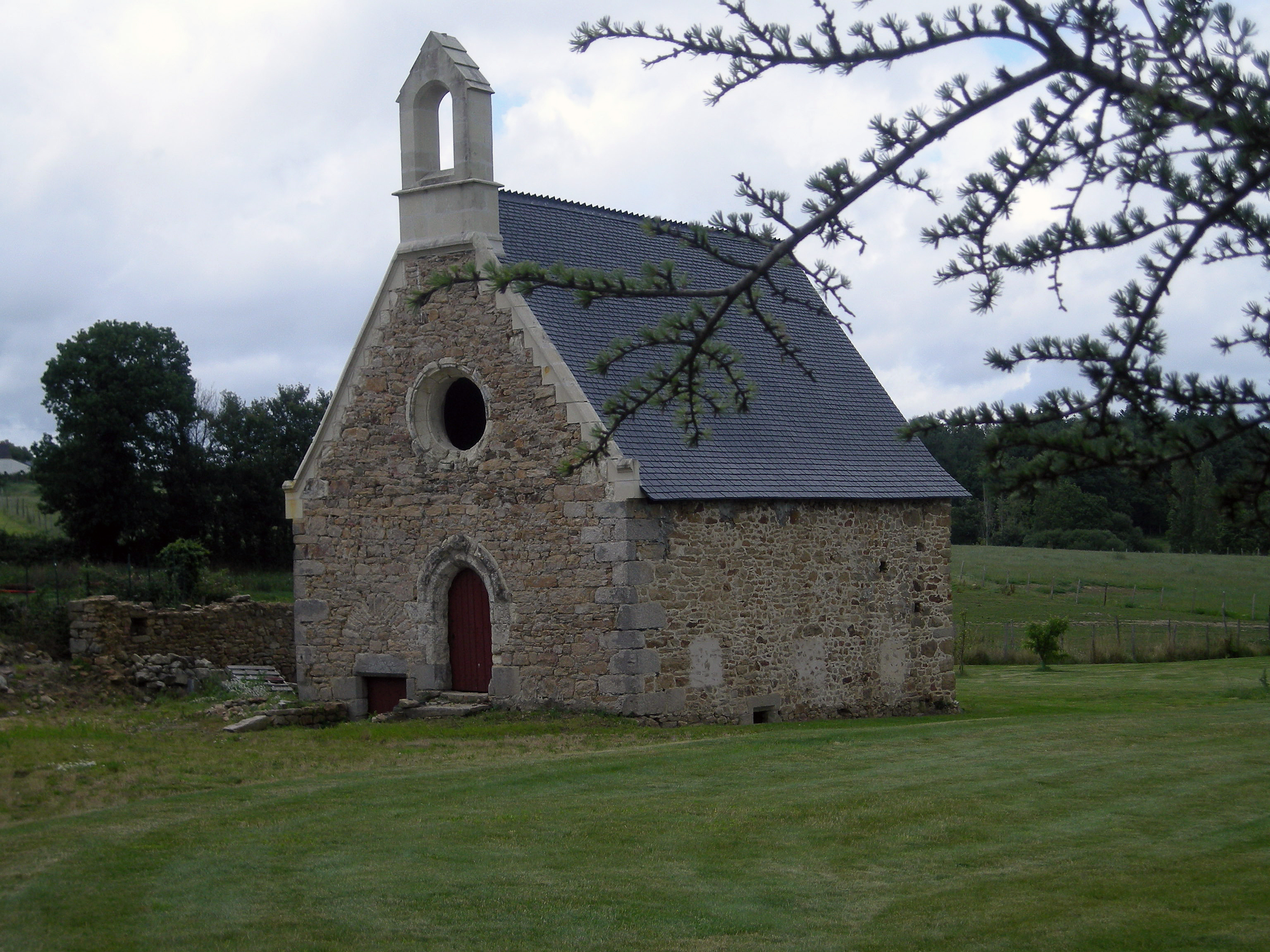
La chapelle de Bavalan.

Les effets locaux du blocus font l'objet d'analyses contradictoires. Il semble, selon les sources, que « le blocus de la Vilaine par la flotte anglaise, de 1759 à 1762, porte un rude coup à l'économie locale », mais le site de la mairie de La Roche-Bernard décrit les retombées économiques positives de la présence des sept mille hommes d'équipage durant plus de deux années ; Odon du Hautais note à cet égard en 1894 que « […] le 16 février 1761, Jacques Le Barz, maître du chasse-marée la Sainte-Anne de Port-Louis, […] a reçu la somme de 144 livres pour le transport de Nantes à Vieille-Roche d'un câble […] pour le service des vaisseaux du roy, mouillés en rivière de Vilaine ». Un transport sur le même trajet se répète le 16 février 1761 (chasse-marée la Marie-Joseph). Les activités de cabotage, si elles ne sont pas dépourvues de danger, continuent donc durant la période du blocus de la Vilaine.
La chapelle seigneuriale de Bavalan — située en Ambon, au nord de l’embouchure de la Vilaine, la chapelle fait l’objet d’une inscription au titre des monuments historiques depuis le 16 décembre 2009 — présente des graffitis, sans doute réalisés par la population locale, représentant des navires de guerre aux rangées de sabords superposées ; ces graffitis maritimes de la seconde partie du XVIIIe siècle sont la marque du séjour prolongé des équipages de l’escadre bloquée dans l’estuaire de la Vilaine.